# Charles Lyell
Sir Charles Lyell (Skócia, Kinnordy, 1797. november 14. – London, 1875. február 22.) a 19. századi geológia legnagyobb alakja, a darwini evolúcióelmélet inspirátora.
Korszakalkotó műve a Principles of Geology (1830–1833), amely az első valóban modern geológiai munka. Ebben Lyell világosan kimutatja, hogy a Föld több százmillió éves (ma a Föld korát 4,5–5 milliárd évre becsülik, de Lyell csak a szilárd kéreggel foglalkozott, és ezt figyelembe véve már jóval kisebb a tévedése).
Lyell nevéhez fűződik az uniformizmus (uniformitás) elve. 1841 és 1842 között, majd 1845 és 1846 között beutazta Észak-Amerikát, mely utazásainak eredményeiről Travels in North America (London, 1855) és a Second visit to the United States (London, 1855) című műveiben ad számot. Nagy feltűnést keltett az emberi nem eredetéről és koráról írt könyve: Geological evidences of the antiquity of man (London, 1873).

## Fiatalkora, tanulmányai
Charles Lyell jómódú családból származott, bár a család gazdagsága alig két generációnyi múltra tekinthetett vissza. Nagyapja a brit haditengerészetnél szolgált, John Byron admirális titkára, emellett az admirális zászlóshajója, a HMS Princess Royal ellátási tisztje volt. Az amerikai függetlenségi háború idején a franciák ellen végrehajtott hadműveletek nyomán jelentős részesedést kapott a hadizsákmányból. Ennek köszönhetően, amikor 1782-ben háromévi szolgálat után nyugdíjba ment a Haditengerészettől, megvehetett egy jelentősebb (kb. 2000 hektáros) földbirtokot Skóciában és egy szép házat Kinnordyban. Fia (Charles Lyell apja) színvonalas oktatásban részesült, egy évig a St. Andrews Egyetem hallgatója volt, majd 1787-ben a Cambridge-i Peterhouse-ban folytatta tanulmányait. 1791-ben végzett, ezután Londonban jogot tanult, ám nem szorult rá arra, hogy ügyvédként praktizáljon. Feleségül vette Frances Smitht, és Kinnordyba költöztek. Itt született a geológus Charles Lyell, 1797. november 14-én.
Szülei azonban nem telepedtek le véglegesen Skóciában, még gyermekük első születésnapja előtt Dél-Angliába költöztek, és nem messze Southamptontól, New Forestben házat és földet béreltek. Itt nőtt fel – fiatalabb testvéreivel (két öccsével és hét húgával) együtt – Charles. A fiú a botanika és a rovarok iránt kezdett érdeklődni, miközben a helyi iskolába járt. 1810-ben a midhursti nyilvános iskolába került. Mint a legidősebb fiútól, azt várták tőle, hogy apja nyomdokaiban haladjon.
1815-ben szüleivel és egyik húgával együtt nagyobb utazást tett Skóciában. 1816-ban Oxfordban az Exceter College hallgatójának iratkozott be. Lyell váratlanul felismerte matematikai tehetségét, majd miután 1816-17 telén elolvasta Robert Blackwell Introduction to Geology (Bevezetés a geológiába) című művét, a geológia iránt kezdett érdeklődni. E könyv révén ismerkedett meg Lyell James Hutton gondolataival. Ezt követően Oxfordban, az 1817-es nyári szemeszterben meghallgatta William Buckland (1784–1856) néhány ásványtani előadását. Bucklandet viszont William Smith (1769–1839) úttörő munkája inspirálta. Smith földmérőként a XVIII. század végén és a XIX. század elején ismerkedett meg Anglia kőzetrétegeivel, egyúttal annak szakértőjévé vált, miként lehet a fosszíliák alapján meghatározni a különböző rétegek relatív korát.
Apja nem túlságosan örült Lyell geológia iránti érdeklődésének. Mindamellett, 1818-ban nagyobb európai körutazásra vitte egész családját, felkeresték Párizst, Svájcot és Észak-Itáliát, így az ottani geológiai képződményeket is megismerte. Lyell 21 éves korában, 1819-ben, Oxfordban megszerezte a diplomáját, ugyanakkor a Londoni Geológiai Társaság tagjai sorába is fölvették. Ezután, 1820 februárjában Londonban megkezdte ugyan jogi tanulmányait, de szinte azonnal jelentkeztek a látásával kapcsolatos problémák, ami kétségessé tette, hogy helyt tudna-e állni a jogi pályán. Ekkor apja Belgiumon, Németországon és Ausztrián keresztül magával vitte őt Rómába. A több hónapos pihenés jó hatással volt egészségére, amikor azonban visszatért tanulmányaihoz, de szembántalmai ismét jelentkeztek. 1822-ben végleg eldöntötte, hogy nem lesz jogász. Ehelyett hozzáfogott Anglia délkeleti részének alapos geológiai vizsgálatához. Közben azért folytatta jogi tanulmányait is, sőt, 1822-ben meghívták az ügyvédi kamara tagjai sorába. 1823-ban azonban ismét ellátogatott Párizsba, ahol bekapcsolódhatott a Geológiai Társaság munkájába is, amelynek előbb titkára, majd jóval később két cikluson keresztül a társaság elnöke is volt.
Lyell 1825-ben megkezdte ügyvédi pályafutását, ugyanakkor azonban felkérték, hogy írjon kisebb esszéket és könyvismertetéseket a Quarterly Review című magazinba. Miután felfedezte, hogy tehetsége van az íráshoz, 1827 elején elhatározta, hogy könyvet ír a geológiáról, amihez el is kezdte az anyagot gyűjteni. Előbb azonban, 1828-ban, elindult híres és fontos geológiai expedíciójára.

## Utazásai és geológiai kutatásai
1828 májusában Lyell először Párizsba utazott, ahol találkozott Roderick Murchinson (1792–1871) geológussal, és együtt mentek tovább a Francia-középhegységen és Franciaország Földközi-tengeri partvidékén keresztül Észak-Itáliába, miközben Lyell részletes geológiai feljegyzéseket készített a látottakról. Murchinson hamarosan visszafordult Angliába, Lyell viszont eltökélten folytatja útját Szicília felé, mert ott talált Európában legközelebb vulkános és földrengéses területet. A Szicíliában látottak győzték meg végérvényesen Lyellt arról, hogy a Föld felszínét valóban a ma is megfigyelhető geológiai folyamatok formálták rendkívül hosszú idő alatt olyanná, amilyennek ma látjuk. Az Etna oldalában, magasan a tenger szintje fölött a magasba tolult tengerfenék jelenlétére utaló nyomokat talált, amelyeket lávafolyások választottak el egymástól. Lyell felismerte, hogy mivel az Etna viszonylag fiatal képződmény, az ott megtalálható állatoknak és növényeknek olyan fajoknak kell lenniük, amelyek Afrikából vagy Európából vándoroltak át a szigetre, majd ott alkalmazkodtak az ott talált körülményekhez. Rétegtani (sztratigráfiai) vizsgálatai eredményeképpen a földtörténeti harmadkort három korra osztotta: pliocénre, miocénre és eocénre.
Lyell 1829 februárjára visszaérkezett Londonba és azonnal hozzáfogott könyve megírásához. Saját terepi megfigyelései mellett Lyell a szerte az európai kontinensen dolgozó geológusok munkájára is jócskán támaszkodott, ezért a tárgykör olyan széles és átfogó leírását adta, amilyent addig még senki.
Lyell 1831-ben eljegyezte, majd 1832-ben feleségül vette Mary Hornert, Leonard Horner (1786–1864) geológus lányát, aki osztozott geológia iránti érdeklődésében. Gyermekük nem született.
Közben a londoni King’s College 1831-ben geológiai tanszéket létesített, amelynek vezetését Lyell sikerrel pályázta meg. 1833-ban azonban lemondott, mert egész életét az írásnak akarta szentelni. Ezzel ő lett az első író, aki a tudomány népszerűsítésével kereste meg a kenyerét. Bár 1833 után sem hagyta abba az aktív terepi munkát, akkor a harmincas évei közepén járt, de Principles és Elements című műveivel már beírta a nevét a tudomány történetébe.
Lyell 1841 nyarán egy évre Észak-Amerikába látogatott, ahol nemcsak a földtörténeti régmúlt geológiai bizonyítékaival találkozott, hanem működés közben is megfigyelhette a természet erőit, például a Niagara-vízesésnél. Népszerű előadásokat is tartott, emellett fellendítette könyve forgalmát az Újvilágban. Később további három látogatást tett az Egyesült Államokban.
Lyell 1848-ban lovagi, majd 1864-ben baroneti (egyfajta öröklődő lovagi) címet kapott. 1858-ban a Royal Society Copley-érmével, 1866-ban pedig a Királyi Geológiai Társaság Wollaston-érmével tüntették ki. 1875. február 22-én Londonban halt meg, miközben könyve utolsónak bizonyuló, javított kiadásán dolgozott. Nevét többek között a Holdon és a Marson egy-egy becsapódási kráter, valamint Tasmániában, Kaliforniában és Kanadában a Mount Lyell nevű hegycsúcsok, Grönlandon pedig a Lyell-föld őrzi.

## APrinciples of Geology
A Principles of Geology (A geológia alapelvei) első kötete 1830 júliusában jelent meg (címét szándékosan választotta meg úgy a szerzője, hogy az Newton Principiáját idézze fel az olvasóban). A kötet címoldalán is feltüntetett alcíme így hangzik: „Kísérlet a Föld felszínén korábban bekövetkezett változások magyarázatára, figyelembe véve a ma is működő okokat”, ami egyértelművé tette Lyell álláspontját. További terepi munkát követően (ezúttal elsősorban Spanyolországban) a Principles második kötete 1832 januárjában jelent meg. Ebben világossá vált, hogy Lyell figyelme a fajok kérdése felé fordult. Nyíltan kimondja azt az ősmaradványok tanulmányozása alapján az 1830-as évekre már nyilvánvaló elgondolást, hogy a Földön valaha élt fajok közül már sok kihalt és más fajok léptek a helyükre. A kor szellemével összhangban azonban Lyell különleges helyet tartott fenn elméletében az emberiség számára, mert fajunkat egyedinek, és az állatvilágtól különbözőnek tartotta. Azt viszont felvetette, hogy a fajok kihalásának a más fajokkal az erőforrásokért, például a táplálékért folytatott harc lehet az oka.
A kötetek tanúsága szerint Lyell érdeklődése a vulkánoktól és a geológia más, dinamikus jelenségeitől a rétegtanon (sztratigráfián), az őslénytanon (paleontológián) és a glaciológián át a történelem előtti korok régészetéig és a paleoantropológiáig terjedt. A Principles egyik fő következtetése, hogy a földtörténeti múlt emlékei a jelen geológiai folyamataival értelmezhetőek. A hosszú idő alatt felhalmozódó apró változások a földtörténeti időskálán nézve jelentős változásokat eredményeznek. Ez az uniformizmus tanának lényege (szemben a katasztrofizmussal, amely álláspont hívei szerint a Föld mai geológiai arculata katasztrófák sorozata révén alakult ki).
Munkásságának tudománytörténeti jelentőségét növeli Charles Darwinra gyakorolt hatásuk. Lyell megkérte a Beagle kapitányát, hogy kutatóútjukon figyeljék meg a rendellenesnek tűnő sziklaképződményeket. A kapitány indulás előtt átadta Darwinnak a Principles első kötetét. A második kötetet Darwin útközben, Dél-Amerikában kapta meg. Több megfigyelésével sikerült alátámasztania Lyell elképzeléseit. Darwin hazaérkezése (1836. október) után szoros barátság és szakmai kapcsolat alakult ki a két tudós között. Mindamellett, Lyell a Principles első kilenc kiadásában tagadta az evolúció működését, csak a tizedik kiadásban (amely 1866-ban, vagyis nyolc évvel A fajok eredete után jelent meg) írt arról enyhén támogató hangnemben.
A Principles harmadik kötete 1833 áprilisában jelent meg. Lyell ezt követően élete hátralévő részében elsősorban terjedelmes műve naprakészen tartásával foglalkozott, rendszeresen átírta és egyik új kiadást a másik után jelentette meg. A Principles tizenkettedik és egyben utolsó kiadása halála után, 1875-ben jelent meg.
Az Elements of Geology (A geológia elemei) című, 1838-ban megjelent könyve az első korszerű geológiai kézikönyv. A Principles tartalmán alapul, de ezt is többször finomította.

## Megemlékezés Lyellről a Mars felszíni sztratigráfiában
A nagy tudósokról való megemlékezésnek sokféle formája van. A modern, űrkutatási korban az egyik megemlékezési forma az, ha égitestfelszíni alakzatokat neveznek el a kutatóról. A Mars felszínén kutató egyik MER rover, az Opportunity, hosszabb ideig vizsgálta a Victoria-kráter falán megfigyelhető kőzetrétegeket. Amikor sztratigráfiai leírás készült a rétegsorról, az egyik réteget Lyellről nevezték el.